# 五條市立五條小学校
五條市立五條小学校（ごじょうしりつ ごじょうしょうがっこう）は、奈良県五條市本町一丁目にある公立小学校。
標高120mに立地する。

## 沿革
- 1957年10月15日（昭和32年）- 町村合併により、五條市立五條小学校に改称。
- 1974年11月17日（昭和49年）- 創立100周年式典
- 1985年5月30日（昭和60年）- 新校舎竣工式
- 2012年11月15日（平成24年）- 新体育館竣工式
- 2024年 - 創立150周年

## 通学区域
- 五條1～4丁目（五條東小学校区に属する五條4丁目9番55号を除く）
- 須恵1～3丁目
- 岡口1～2丁目
- 本町1～3丁目
- 新町1～3丁目
- 二見1～7丁目
- 岡町（一部）
- 釜窪町（一部）
- 下之町（一部）
- 今井2丁目1番66号

## 周辺
- 五條市役所[1]
- 本陣交差点
- 吉野川

## アクセス
- JR西日本和歌山線 五条駅から西へ500m
- 奈良交通 五條本町2丁目バス停下車

## 通学区域が隣接している学校
- 五條市立五條南小学校
- 五條市立牧野小学校
- 五條市立五條東小学校